# 佐々木徹郎
佐々木徹郎（ささき てつろう、1924年2月21日 -　）は、日本の教育社会学者、東北大学名誉教授、元山形県立米沢女子短期大学学長。

## 略歴
岩手県盛岡市出身。東北帝国大学法文学部教育学科卒。65年「米国社会学と教育 教育社会学史」で東北大学教育学博士。1954年東北大学教育学部助教授、68年教授、82年教育学部長となり、86年定年退官、96年まで山形県立米沢女子短期大学学長を務めた。92-96年全国公立短期大学協会会長。2000年、勲二等瑞宝章受章。
数学教育学者・佐々木徹郎（1956年 -　愛知教育大学教授）は別人。

## 著書
- 『米国社会学と教育 教育社会学史』関書院 1960
- 『現代社会の変動と運動』 (現代社会研究シリーズ）誠信書房 1970
- 『コミュニティ・デベロプメントの研究 カナダの漁村とフィリッピンの都市の事例』御茶の水書房 1982
- 『太平洋のかけ橋 紀行と随想』私家版 2000
- 『大学、女性、家庭教育 評論』私家版 2000

### 翻訳
- D.リースマン『孤独なる群衆』鈴木幸寿,谷田部文吉共訳 みすず書房 1955
- ボイス・オブ・アメリカ編『行動科学入門』誠信書房 1962
- E.F.ボーゲル『日本の新中間階級 サラリーマンとその家族』訳編 誠信書房 1968